# Calendulauda africanoides
Calendulauda africanoides é uma espécie de cotovia da família Alaudidae.
Pode ser encontrada nos seguintes países: Angola, Botswana, Etiópia, Quénia, Moçambique, Namíbia, Somália, África do Sul, Tanzânia, Uganda, Zâmbia e Zimbabwe.